# Радиевый институт имени В. Г. Хлопина
Радиевый институт имени В. Г. Хлопина (Радиевый институт) — советский и российский научный институт по вопросам изучения геологии, химии и физики радия и других радиоактивных элементов.
Расположен в Санкт-Петербурге, был в АН СССР (с 1922), в настоящее время входит в состав Государственной корпорации «Росатом».
Первый в СССР институт, в стенах которой проходило становление и развитие атомной науки и техники. Здесь впервые начали фундаментально исследовать явление радиоактивности, свойства радиоактивных веществ, создали первый в Европе циклотрон, здесь разработали первую в СССР технологию выделения плутония из облучённого урана. Организованный в начале 1922 года институт имеет комплексный характер, который подтверждается работами института по ядерной физике, радиохимии, радиоэкологии, радиогеохимии, по разработке технологии и приёмов производства радионуклидов и радионуклидных источников разнообразного назначения, в том числе и производство радиофармпрепаратов для диагностики и терапии.

## История
Радиевый институт берёт своё начало во время Первой Мировой войны когда в 1915 году в Петрограде был создан радиевый отдел Комиссии по изучению естественных производительных сил России (КЕПС). В январе 1922 года по инициативе и под руководством председателя КЕПС академика В. И. Вернадского при активном содействии его соратников и помощников В. Г. Хлопина, А. Е. Ферсмана и И. Я. Башилова путём объединения трёх организаций, занимающихся изучением с разных сторон явления радиоактивности:
- радиевое отделение Государственного рентгенологического и радиологического института (ныне РНЦРХТ им. ак. А. М. Гранова);
- радиевая лаборатория Академии наук, в которую была преобразована Комиссия по организации и эксплуатации пробного Радиевого завода[3];
- радиохимическая лаборатория при Геологическом и Минералогическом музее РАН.

ГРИ был внесён Петроградским Управлением научных учреждений уже 1 января 1922 года в список учреждений, обладающих собственной сметой и ему отпускаются соответственные кредиты. Официально датой основания 'нового' Государственного Радиевого института считают 23 января 1922 года, когда Положение о Государственном радиевом институте (ГРИ) было утверждено Государственным учёным Советом в Москве.
В. И. Вернадский, выступая на заседании учёного совета ГРИ 11.02.1922 года, так определил цели института: «Радиевый институт должен быть сейчас организован так, чтобы он мог направлять работу на овладение атомной энергии — самым могучим источником силы, к которому подошло человечество в своей истории».
ГРИ был образован из трёх отделов: руководителем радиохимического отдела был назначен В. Г. Хлопин, физического отдела — Л. В. Мысовский, а геохимический отдел В. И. Вернадский оставил за собой. Прежде всего, институт взял на себя научное руководство работой созданного ранее в Бондюге (Татарстан) пробного Радиевого завода, где в декабре 1921 года В. Г. Хлопин, И. Я. Башилов и М. А. Пасвик выделили из ферганской руды первые в России высокообогащённые препараты радия. В первые годы в ГРИ разрабатывали методы химического и физического контроля, получения естественных радиоактивных элементов, совершенствовали методы их выделения и применения. Хлопиным и его учениками были установлены основные радиохимические закономерности: правила соосаждения, сорбции, комплексообразования, жидкостной экстракции радиоэлементов, заложивших фундамент для всех последующих промышленных радиохимических технологий (Б. А. Никитин, И. Е. Старик, А. А. Гринберг и др.).
В Физическом отделе под руководством Л. В. Мысовского проводились исследования свойств всех видов радиоактивного и космического излучений и их регистрация (А. Б. Вериго, С. Н. Вернов, А. И. Лейпунский, А. П. Жданов и Н. А. Перфилов), исследовались ядерные превращения под воздействием нейтронов (из радий-бериллиевых источников). Было сделано несколько открытий: ядерная изомерия (Л. В. Мысовский, И. В. Курчатов, Б. В. Курчатов, К. А. Петржак) и эффекты вторичного излучения, создан метод гамма-дефектоскопии (И. И. Гуревич), была написана Л. В. Мысовским в 1929 г. первая в России монография «Космические лучи». Г. А. Гамов сформулировал теорию альфа-распада атомного ядра. В 1932 году Учёный совет института по предложению Л. В. Мысовского и Г. А. Гамова принял решение о строительстве циклотрона. В 1933 году на ленинградском заводе «Большевик» была выплавлена высококачесвенная мягкая сталь и произведена поковка станин и полюсных наконечников. На заводе «Электросила» была проведена обработка поковок и изготовлена обмотка возбуждения. В 1934 году циклотрон был установлен на площадке ЛФТИ. После создания высокочастотного генератора, изготовления вакуумного канала и наладки в 1937 г. в Радиевом институте, находящемся под Дамокловым мечом закрытия, Л. В. Мысовский и И. В. Курчатов запустили в ГРИ первый в Евразии циклотрон. Этот циклотрон явился большой школой для проведения экспериментов: на нём работали И. В. Курчатов, Б. В. Курчатов, А. И. Алиханов, А. И. Лейпунский, В. П. Джелепов, М. Г. Мещеряков и др. С 1937 г. по 1940 г. заведующим циклотронной лабораторией был И. В. Курчатов, в 1947—1986 гг. его ученик Ю. А. Немилов. В 1939 г. К. А. Петржак и Г. Н. Флёров открыли спонтанное деление урана.
В Геохимическом отделе были разработаны аргоновый и ксеноновый методы определения абсолютного возраста геологических формаций (В. И. Вернадский, И. Е. Старик, Э. Г. Герлинг), изучались миграция элементов в земной коре, воде и воздухе, проблемы распространённости гелия и аргона, проводились поиски новых месторождений редких элементов, радиоактивных руд и урана (А. Е. Ферсман, К. А. Ненадкевич, Д. И. Щербаков), разрабатывались источники ионизирующих излучений.
Первое исторически здание института находилось по адресу: улица Рентгена, дом 1.

### Радиохимия для атомного проекта
Благодаря неоднократным обращениям В. И. Вернадского, А. Е. Ферсмана и В. Г. Хлопина к руководству Академии Наук и правительству СССР, в которых они указывали на необходимость проведения работ по практическому использованию атомной энергии, в 1940 г. была создана Комиссия по проблеме урана под председательством В. Г. Хлопина. В 1940—1941 годах Комиссия провела большую организационную работу, занимаясь рассмотрением и координацией планов работы научных учреждений, входящих в неё.
С началом войны основная часть ГРИ была эвакуирована в Казань, где продолжались работы по технологии переработки табошарской руды, по химии урана, изучались процессы деления урана под действием нейтронов. Военное время выдвинуло перед ГРИ новые задачи по производству светосоставов постоянного действия для значков-"светлячков" и пр., люминофоров для рентгеновских усиливающих экранов и другие. Уже в 1944 году ГРИ вернулся в Ленинград.
К практической работе по атомному проекту Радиевый институт приступил уже после войны. Датой начала работ В. Г. Хлопин называет 5 декабря 1945 года. Радиевому институту поручалось:
1. изучение химии плутония;
2. разработка и испытание методов выделения плутония посредством соосаждения с носителями;
3. разработка технологической схемы выделения плутония из облучённого урана;
4. выдача технологических данных к 01.07.1946 года.

Коллектив Радиевого института справился с этим заданием к 20 мая 1946 года. Была создана первая отечественная, отличная от американской, промышленная ацетатно-фторидная технология выделения плутония. В отличие от США, в СССР не было необходимых для производства плутония огромных количеств висмута, а ацетатная технология базировалась на открытом В. Г. Хлопиным законе сокристаллизации и использовала доступную и дешёвую уксусную кислоту. После окончания строительства завода на него была послана пусковая бригада: Б. А. Никитин — руководитель, А. П. Ратнер и Б. П. Никольский — заместители руководителя, В. М. Вдовенко, Г. В. Горшков и другие сотрудники института. Завод был принят в эксплуатацию 1 марта 1949 г.
Впоследствии учёные Радиевого института продолжили совершенствование технологии выделения плутония и создали оригинальную экстракционную технологию на тяжёлом разбавителе, которая впоследствии позволила перерабатывать не только стандартные урановые блоки, но и топливо АЭС (В. М. Вдовенко, М. Ф. Пушлёнков).
Сотрудники Радиевого института принимали непосредственное участие в подготовке и проведении с 1949 по 1962 годы 40 ядерных взрывов (наземных, подводных, надводных и воздушных), а также с 1965 по 1984 годы в проведении 55 мирных подземных ядерных взрывов на территории СССР, изучая радиохимические и геолого-минералогические последствия ядерных взрывов. Во взрывной тематике принимали участие более 200 сотрудников института (И. Е. Старик, Б. С. Джелепов, Б. Н. Никитин, Г. В. Горшков, Г. М. Толмачёв, В. Н. Ушатский, А. С. Кривохатский, Ю. В. Дубасов и др.). К первым испытаниям советской термоядерной бомбы (1953г) силами ГРИ была создана сначала в Токсово, а затем в Зеленогорске станция наблюдения за радиоактивным загрязнением окружающей среды. К концу 1950-х г. в результате проведённых в лаборатории исследований был издан сборник статей «Определение загрязнения биосферы продуктами ядерных испытаний», ставший документом ООН.
По постановлению правительства за подписью И. В. Сталина институт получил задание разработать радиохимический метод определения КПИ (коэффициент полезного использования) при ядерных взрывах. Метод был разработан Г. М. Толмачёвым к первому ядерному взрыву.
В разное время в институте работали
- академики: В. И. Вернадский, В. Г. Хлопин, А. Е. Ферсман, А. И. Алиханов, С. Н. Вернов, А. П. Виноградов, А. А. Гринберг, П. Л. Капица, И. В. Курчатов, А. И. Лейпунский, П. И. Лукирский, Б. П. Никольский, Д. И. Щербаков;
- члены-корреспонденты: В. В. Белоусов, В. М. Вдовенко, Г. А. Гамов, И. И. Гуревич, Б. С. Джелепов, В. П. Джелепов, М. Г. Мещеряков, К. А. Ненадкевич Б. А. Никитин, И. Е. Старик; профессора — А. Б. Вериго, Г. Е. Горшков, Д. М. Зив, А. С. Кривохатский, А. А. Липовский, А. Н. Мурин, Л. В. Мысовский, К. А. Петржак, М. Ф. Пушлёнков, А. П. Ратнер, Г. М. Толмачёв, Л.Н. Богоявленский и многие другие видные специалисты в области изучения и применения явления радиоактивности[10].

### Руководство
Директора института, по году утверждения:
- 1922 — Вернадский, Владимир Иванович (Ферсман, Александр Евгеньевич и. о. в 1924—1926)
- 1939 — Хлопин, Виталий Григорьевич
- 1950 — Никитин, Борис Александрович
- 1953 — Вдовенко, Виктор Михайлович
- 1972 — Л. Н. Лазарев
- 1990 — А. И. Карелин
- 1996 — Римский-Корсаков, Александр Андреевич
- 2005 — В. Н. Романовский
- 2008 — И. А. Масленников
- 2010 — В. П. Тишков
- 2014 — И. В. Рыжов
- 2016 — Ю. Г. Покровский
- 2018 — А. А. Серёгин
- 2020 — И. М. Русских
- 2021 — В. Н. Тяжкороб
- 2022 — К. Ю. Вергазов.

## Современный институт

### Радиохимическое направление
Радиевый институт выполняет научное обеспечение работ по регенерации отработавшего ядерного топлива (ОЯТ) АЭС. Он разработал инновационную технологию для опытно-демонстрационного центра (ОДЦ) на Горно-химическом комбинате, названную «Упрощённый ПУРЕКС», которая должна исключить сбросы всех категорий радиоактивных отходов в окружающую среду, обеспечивая замкнутый водоворот и сокращая затраты на переработку ОЯТ.
Учёные Радиевого института, совместно с коллегами из Айдахской национальной лаборатории разработали универсальный UNEX процесс фракционирования высокоактивных отходов (ВАО), позволяющий выделить из ВАО все долгоживущие радиотоксичные радионуклиды и перевести основную массу отходов в категорию низкоактивных.
Разработаны и внедрены различные методы дезактивации.
При непосредственном участии Радиевого института разработано REMIX-топливо, позволяющее многократное повторное использование урана и плутония в том объёме, в котором эти элементы присутствуют в ОЯТ.
Совместно с «РосРАО» создана промышленная установка детритизации жидких отходов, образовавшихся в результате аварии на АЭС «Фукусима».
Разработаны, созданы и внедрены многочисленные установки для иммобилизации жидких радиоактивных отходов, в том числе установка «Пора», ЭП-5 с джоулевым нагревом для варки боросиликатного стекла, установка «Мега» СВЧ нагрева, установка индукционной плавки в холодном тигле. Разработаны матрицы и оборудование для включения отходов в различные керамики (железофосфатная, на основе монацита и др.).
В Радиевом институте разработаны уникальные комплексы, которые установлены в различных регионах России и за рубежом (в Аргентине) для контроля радиоактивных благородных газов и аэрозолей. В соответствии с Соглашением между Правительством и Подготовительной Комиссией организации по Договору о всеобъемлющем запрещении ядерных испытаний Радиевый институт разработал, изготовил и внедрил оборудование для станций контроля.

### Радиоэкологическое направление
Радиевый институт:
- осуществляет мониторинг и последующую реабилитацию радиационно загрязнённых объектов и на площадках бывших оборонных полигонов;
- исследует поведение радионуклидов в экосистемах;
- моделирует формирование полей радиоактивных загрязнений;
- активно участвовал в ликвидации последствий аварий (Кыштымской, Чернобыльской, в районах гибели АПЛ «Комсомолец» и АПК «Курск»).
- обеспечивает экологическую экспертизу для площадок строящихся АЭС.

Радиевый институт представляет национальные интересы России в ряде экологических международных Договоров и Конвенций, занимаясь мониторингом акватории Балтийского моря и др.

### Радиогеохимическое направление
Радиевый институт занимается поиском перспективных геологических структур для подземного захоронения ВАО. В результате всестороннего изучения Нижнеканского гранитоидного массива Южно-Енисейского кряжа были выбраны участки, свойства пород которых соответствуют геологическим критериям для захоронения ВАО. С целью создания подземного могильника РАО на Северо-западе России специалисты института исследовали и обосновали возможность размещения такого хранилища в глинах Ленинградской и Архангельской областей и в гранитах Кольского полуострова.

### Радионуклидное направление
Многие десятки наименований источников альфа-, бета-, гамма-, рентгеновского, мессбауэровского и нейтронного излучений, выпускаемых Радиевым институтом, известны в России и за рубежом. Покупателями этой продукции являются фирмы Германии, Великобритании, Франции, Швеции, Норвегии, США, Японии, Австралии и других стран. В производстве источников Радиевый институт использует 27 радионуклидов от трития до 252Cf. Область использования изготовленных в Радиевом институте источников охватывает такие направления, как радиационная технология, радиационная стерилизация медицинского инструмента и материалов, обработка пищевых продуктов, нейтрализация статического электричества, контроль и автоматизация технологического процесса, рентгенофлуоресцентный и активационный анализ, метрология ионизирующих излучений. Радиевый институт является единственным в стране производителем эталонных радионуклидных источников ОСАИ (10 радионуклидов), ОСГИ (20 радионуклидов), ОРИБИ (8 радионуклидов), ОИДК (4 радионуклида), которые после аттестации являются образцовым метрологическим средством для поверки спектрометров альфа- и гамма-излучений и калибровки бета-радиометров.
Особенно важным было промышленное изготовление источников с 210Po, 227Ac и 238U, для чего было необходимо выбрать мишени, разработать технологию выделения, изучить свойства этих радионуклидов. 210Po использовали при изготовлении Po-Be нейтронных источников, которые применяли в качестве нейтронного запала в ядерном оружии первого поколения.
Для космической техники нужны надёжные, безопасные, долговременно работающие источники питания, такие как РИТЭГи (радиоизотопные термоэлектрические генераторы). Наиболее подходящим для РИТЭГов изотопом оказался 238Pu, технология получения которого была разработана в Радиевом институте.
Радиевый институт поставляет в 23 клиники Санкт-Петербурга радиофармпрепараты для диагностики онкологических, сердечных заболеваний, патологии почек, эндокринной системы и ряда других заболеваний. 80 % всех диагностических процедур производится с 99Tc, остальные с 123I и 67Ga. Это самая социально значимая деятельность Радиевого института. Здесь разработаны пять циклотронных радиофармпрепаратов, из которых три — впервые в России. В 2004—2006 годы была разработана установка для циклотронных мишеней и оборудование для выделения радионуклидов 67Ga, 111In, 186Re и 188Re. Была создана и опробована новая технология получения терапевтического препарата на основе 188Re. Производство радиофармпрепаратов модернизировано в соответствии с Международным стандартом GMP. Это позволило начать международное исследование применения пептидов, меченных 212Pb или 212Bi, в лечении метастатической меланомы.

### Физическое направление
В Радиевом институте разработаны и изготовлены полномасштабные действующие прототипы приборов для обнаружения скрытых взрывчатых веществ (химикаты, наркотики), упакованных любым способом, скрытых в контейнерах, багаже, стенах и пустотах.
Одновременно разрабатывалось дистанционное оборудование для обнаружения в реальном времени опасных предметов, скрытых на теле человека, по международной программе «Наука во имя мира».
Важной разработкой является создание портативного спектрометра нейтронов высоких энергий для Международной космической станции. В Радиевом институте разработаны устройства и создано метрологическое обеспечение для измерений потока нейтронов (камеры деления на основе тонкоплёночных пробойных счётчиков и ионизационные камеры деления) высоких энергий. По заданию «Росатома» были созданы и включены в Госреестр средств измерений РФ дозиметрические комплексы «Кордон 2» (для нейтронной дозиметрии), «Кордон А» (для аварийной, индивидуальной и зонной нейтронной дозиметрии), спектрометрический набор нейтронных детекторов «Днестр», а также трековые комплексы для измерений объёмной активности радона.
В Радиевом институте создана установка для обнаружения негерметичных отработавших тепловыделяющих сборок (ТВС). Созданы установка и метод нейтронной радиографии для паспортизации чехловых труб, определяющих содержание 10B в каждой грани и позволяющей уплотнить хранение ТВС.
К достижениям Радиевого института относится и создание установки для изучения рождения нейтронов под действием космических лучей. Эксперименты проводили под землёй на глубине от 20 до 600 м в подземной лаборатории в финском городе Оулу. Данные пересылались в Радиевый институт автоматически. В настоящее время подобная установка работает в Университете штата Невада под научным руководством Радиевого института.

## Награды и премии
Радиевый институт был награждён орденами Трудового Красного Знамени и «Знак Почёта».
Академикам В. Г. Хлопину и Б. П. Никольскому было присвоено звание Героя Социалистического Труда, звания Заслуженного деятеля науки и техники РСФСР получили 13 сотрудников, включая академиков Б. П. Никольского и А. А. Гринберга. 7 сотрудников были удостоены Ленинской премии, 48 сотрудников — Сталинской и Государственной премии СССР, 35 сотрудников получили премию Совета Министров СССР. 11 сотрудников стали лауреатами премии им. В. Г. Хлопина. 22 сотрудника были награждены орденом Ленина, более 120 награждены орденами и медалями.
В Радиевом институте были сделаны три открытия: Л. В. Мысовский участвовал в открытии ядерной изомерии (1935), К. А. Петржак и Г. Н. Флёров открыли спонтанное деление урана (1939), О. В. Ложкин и А. А. Римский-Корсаков участвовали в открытии сверхтяжёлого нуклида He-8 (1973).

## Издания
Радиевый институт издаёт «Труды Радиевого института им. В. Г. Хлопина» и является соучредителем журнала «Радиохимия», который выпускается на русском и английском языках.